# گولیموماب
گولیموماب (به انگلیسی: CNTO 148) (Golimumab) آنتی بادی مونوکلونال انسانی است که به عنوان یک داروی سرکوب کننده سیستم ایمنی استفاده می‌شود و با نام تجاری Simponi به بازار عرضه شده است. گولیموماب عامل نکروز تومور آلفا (TNF آلفا) را هدف قرار می‌دهد، یک مولکول عامل التهاب و از این رو یک «مهارکننده TNF» است.
گولیموماب توسط Centocor توسعه داده شد و در کانادا و ایالات متحده به عنوان یک درمان زیر جلدی به صورت ماهیانه برای بزرگسالان مبتلا به آرتریت روماتوئید، آرتریت پسوریاتیک، و اسپوندیلیت انکیلوزان متوسط تا شدید فعال مورد تایید قرار گرفت.
در همان سال، جانسون و جانسون، شرکت مادر Centocor، همچنین تایید سازمان پزشکی اروپا (EMEA) را برای استفاده از گولیموماب به عنوان یک درمان برای آرتریت روماتوئید، آرتریت پسوریاتیک و اسپوندیلیت انکیلوزان دریافت کرد. گولیموماب توسط شرکت مرک، در اروپا به بازار عرضه شده، و در انتظار داوری نهایی بین J & J و مرک می‌باشد.

## کارآزمایی‌های بالینی
آزمایش‌های بزرگ کنترل شدهٔ دو سو کور تصادفی در بیماران مبتلا به آرتریت روماتوئید نشان داده‌اند که گولیموماب در ترکیب با متوترکسات مؤثر تر از متوترکسات به تنهایی بوده است.